# Filologia românica
A filologia  pode ser germânica, clássica, eslava, românica etc., conforme seu objeto especifico e ainda pode ser dividida entre filologia clássica e moderna, sendo a filologia clássica uma ciência de vasta erudição ao passo que a Moderna se apoia principalmente na linguística aplicada, sincrônica ou diacrônica.

## Vertente românica
Até há algum tempo era possível conceituar filologia românica  como estudo cientifico de uma língua ou família de línguas atestadas por documentos. Atualmente, tem-se por filologia românica, o estudo comparado e histórico das línguas neolatinas – neste sentido a filologia românica é sinônima de linguística românica. Assim, a filologia será “românica” se tiver como objeto específico as línguas e os dialetos que se originaram do latim vulgar, e suas respectivas literaturas de qualquer espécie, desde as origens até sua situação atual.

## Filólogo
O termo “filólogo”, que certamente veio antes do termo “filologia” é encontrado inicialmente em Platão e em Aristóteles, que significa “amigo da palavra. Assim, o filólogo é aquele que apreende a palavra, a expressão da inteligência, do pensamento alheio e com isso adquire conhecimentos, cultura e aprimoramento intelectual, pelo menos até o século V a.C., a palavra “filólogo” era usada somente de forma oral, e o filólogo era falante ou ouvinte, quando a palavra escrita se tornou mais comum através dos papiros e dos pergaminhos, o filólogo era o amigo da palavra tanto falada e ouvida como a escrita, segundo se depreende dos textos em que o termo é usado. Em seguida, por ser uma palavra escrita bem mais acessível por seu caráter permanente, ainda que restrita a um grupo mais reduzido, o termo “filólogo” passou a designar, em especial, os que liam e escreviam. Com isso modificou – se, em parte, o significado inicial do termo, para “aquele que gosta de falar ou de aprender, ouvindo”. O termo “filólogo” denota, quase sempre, uma ideia de refinamento intelectual, de amplos conhecimentos gerais ou específicos, de cultura em geral e do domínio da linguagem em particular. Entretanto, não se chegou a univocidade do termo.

## Trabalho filológico
O  trabalho filológico  tem por objetivo a reconstituição de um texto, total ou parcial, ou a determinação e o esclarecimento de algum aspecto relevante a ele relacionado. Estende – se desde a crítica textual, cujo objeto é o próprio texto, até as questões histórico – literárias, como a autoria, a autenticidade, a datação etc., e o estudo e a exegesse do pormenor.
Dentre os vários métodos utilizados em filologia românica, uns são mais adequados e, por isso, mais produtivos, enquanto outros, emprestados de ciências afins, trazem apenas alguma contribuição para um conhecimento maior dos conteúdos da Romanística. Para uma visão mais completa de determinados problemas, frequentemente é preciso aplicar mais de um método e confrontar os resultados obtidos. Alguns dos métodos usados são: método histórico – comparativo, método idealista,método da geografia linguística, método de Worter und sachen (“Palavras e Coisas), método onomasiológico, método neolinguístico ou espacial e o método da teoria das ondas.

## Alguns autores e obras
- Grammatik der Romanischer Spracher (Gramática das Línguas Românicas) (1844) - Friedrich Diez (1794 - 1876)
- Fontes do Latim Vulgar (1938) - Serafim da Silva Neto (1917 - 1960)
- Elementos da Filologia Românica: História Externa das línguas (2005) - Bruno Fregni Basseto